# Wilhelm Werthmann
Conrad Gebhard Wilhelm Werthmann (geboren 31. Dezember 1831 in Braunschweig; gestorben nach 1876) war ein deutscher Holzschneider.

## Leben
Unklar ist die Schulung Wertmanns; eventuell bildete er sich künstlerisch als Autodidakt. Er arbeitete im Atelier und unter dem Einfluss von Hugo Bürkner in Dresden, wo er ab 1854 nachweisbar ist und noch 1876 lebte.
Werthmann stach insbesondere nach Zeichnungen von Ludwig Richter. Seine Künstlersignatur lautete W. W. und mit Varianten auch Wertman oder W. Werthmann sc. Dresden.

## Bekannte Werke (Auswahl)
Holzstiche unter anderem in
- W. O. von Horn (Hrsg.): Die Spinnstube. Ein Volksbuch für das Jahr ... ;
  - Bd. IX, Frankfurt am Main, 1854[1]
  - Bd. XX, 1855[1]
  - Bd. XI, 1856[1]
- Georg Wigand: Auch ich war in Paris. Fragment aus der noch ungedruckten Familienchronik des Georg Wigand, Leipzig: Breitkopf & Härtel, 1856[1]
- Ludwig Richter: Gesammeltes. 15 Bilder für's Haus, Dresden: Richter, 1869 (Digitalisat)
- Sechs Bibellesezeichen, nach Zeichnungen von W. Steinhausen, darin: Der barmherzige Samariter; Richter, Halle 1869[1]
- Ludwig Richter:
  - Neuer Strauß fürs Haus, Dresden 1864[1]
- Biblische Bilder, Basel: Riehm, 1876 (Digitalisat)
- Umschlagdecke für Friedrich von Schiller: Das Lied von der Glocke, in Bildern von Ludwig Richter, 2. Auflage, Dresden: [o. J.], 1872 oder 1873[1]
- Festbilder in: Die Transparente des Sängerbundfestes zu Dresden, nach verschiedenen Künstlern[1]
- Bildliche Darstellung mit Johannes Gutenberg und Johann Fust, bezeichnet W. WERTHMANN sc. sowie „Gez. nach A. Menzel“[2]